# Les Païens
Les Païens est un quintet de jazz-rock acadien formé en 1994 et composé actuellement de :
- Denis Surette (Guitares)
- Marc Arsenault (Basse)
- Jean Surette (Batterie)
- Sébastien Michaud (Trompette, saxophone, flûte traversière, loops)
- Jonah Haché (Loops, synth, voice)

## Biographie
Les Païens: Un son jazz/rock/électro instrumental salé par des élans d’improvations bien enracinés dans leur acadie du Nouveau-Brunswick au Canada. Depuis vingt ans, les Païens ont monté sur les planches du Festival de International de Jazz de Montréal, les Déferlantes de Cap Breton et ont tourné dans les festivals de l’est du Canada et plusieurs dates en Suisse appuyant leur 8e album "Carte blanche".

## Discographie
- J'ai dit bon (1994 cassette) 45 min
- Cougar Slices à vendre (1995 cassette) 60 min
- Fishwine (1996- cassette) 90 min
- Ep Phonde (1999)
- Épiphonde 1 : Zrn'T'trn (2001) 60 min
- Épiphonde 2 : Sphère (2004) 45 min
- Pyro 5 Limited edition French release (2005) 40 min
- Épiphonde 3 : Pyramyd (2008) 55 min
- Carte Blanche (2013) 42 min
- Carte Noir (2016)